# Bob Simon
Bob Simon (* 29. Mai 1941 in New York City; † 11. Februar 2015 ebenda) war ein US-amerikanischer Korrespondent des Senders CBS. Seine Arbeit wurde unter anderem mit 27 Emmy Awards ausgezeichnet.

## Leben
Bob Simon wuchs in der Bronx in New York auf. Sein Vater war deutschstämmig, seine Mutter kam aus Russland. Als Mitglied der Phi Beta Kappa der Brandeis University macht er im Jahr 1962 seinen Abschluss in Geschichtswissenschaften. Er und seine Frau lebten in der Nähe von Tel Aviv. Ihre gemeinsame Tochter arbeitet als Produzentin von 60 Minutes in New York. Bob Simon starb bei einem Autounfall am 11. Februar 2015 in seiner Heimatstadt.

## Karriere
Von 1964 bis 1967 diente Simon als Offizier der „American Foreign Service Association“. 1969 bis 1971 arbeitete er für CBS News in London. In den Jahren 1971 bis 1977 berichtete er unter anderem aus Ho-Chi-Minh-Stadt (damals Saigon) vom Vietnamkrieg. Von 1977 wechselte er für CBS News nach Tel Aviv, wo er bis 1981 blieb. Von 1981 bis 1982 war er CBS-Korrespondent des State Department in Washington, D.C. und arbeitete anschließend im Bereich „nationale Themen“. 1987 wurde Simon Chef-Nachrichtenkorrespondent für den Nahen Osten.
Im Januar 1991, kurz nach Ausbruch des Zweiten Golfkrieges, wurde Simon von Irakischen Streitkräften in der Nähe der Grenze zwischen Saudi-Arabien und Kuwait gefangen genommen. Er und drei weitere Mitglieder des Teams von CBS News verbrachten vierzig Tage in irakischer Gefangenschaft. Seine Erlebnisse aus der Zeit im Gefängnis beschrieb Simon in seinem Buch Forty Days (1992). Im März 1991, nur zwei Monate nach seiner Freilassung, kehrte er in den Irak zurück, um den Dokumentarfilm Bob Simon: Back to Bagdad zu drehen. Im Januar 1993 berichtete er vor Ort von der amerikanischen Bombardierung des Irak.
Seit 1996 arbeitete Simon für 60 Minutes bzw. für 60 Minutes II (1999–2005). Bekannt sind seine Interviews der „Lost Boys of Sudan“ und das exklusive Interview mit dem radikalen irakischen Anführer der schiitischen Aufständischen, Muqtada al-Sadr.

## Werke
Fernsehen
Zahlreiche dokumentarische TV-Beiträge als Korrespondent, Kriegsberichterstatter und Produzent bei CBS
Film
- 1991: Bob Simon: Back to Bagdad (TV-Dokumentarfilm)

Buch
Forty Days, ein biographischer Bericht über seine Gefangenschaft, Putnam (Penguin), New York, ISBN 978-0-399-13760-0

## Auszeichnungen
- Edward Weintal Prize der Georgetown University, 1997[1]
- 27 Emmy Awards, darunter der „Lifetime Achievement Emmy“, 2003[1][5]
- 4 Overseas Press Club Preise, 1972, 1975, 1991 & 1996[1]
- 4 Peabody Awards, u. a. 1995, 1999 und 2012[1][5][6]